# Bellottia armiger
Bellottia armiger är en fiskart som först beskrevs av Smith och Radcliffe, 1913.  Bellottia armiger ingår i släktet Bellottia och familjen Bythitidae. Inga underarter finns listade.